# Girl Crazy
Girl Crazy ist ein Musical mit der Musik von George Gershwin und Texten von Ira Gershwin. Das Buch stammt von Guy Bolton und John McGowan. Alexander A. Aarons und Vinton Freedley produzierten das Stück. Die Uraufführung fand am 14. Oktober 1930 im Alvin Theatre, dem heutigen Neil Simon Theatre, in New York statt.
Die Inszenierung machte Ginger Rogers, die die Rolle der Molly Gray spielte, und Ethel Merman zu Stars. Ginger Rogers wurde in diesem Stück für Hollywood entdeckt, Ethel Merman debütierte am Broadway. Im Orchester spielten die späteren Jazzgrößen Benny Goodman, Glenn Miller, Red Nichols, Jimmy Dorsey, Jack Teagarden und Gene Krupa.
Die deutschsprachige Erstaufführung erfolgte am 13. September 1963 im Theater an der Berliner Allee in Düsseldorf, musikalisch wurde die Inszenierung vom Klaus-Doldinger-Quartett begleitet.

## Girl Crazy: Handlung
Danny Churchill, ein New Yorker Entertainer, erbt eine Ranch in Arizona und begibt sich dorthin, um diese zu verkaufen. Vor Ort trifft er die Frau seiner Träume – Molly Gray. Die allerdings hat die Hosen an und ist nicht auf den Kopf gefallen. Danny bleibt und verwandelt die Ranch in eine Art zweites Las Vegas. Das Geschäft boomt, was Neider und Schmarotzer auf den Plan ruft – so zum Beispiel Dannys ehemaligen Manager Sam Mason, der nicht nur die Kasinobank sprengt, sondern es auch auf Molly abgesehen hat. Irgendwann findet sich die gesamte Gesellschaft irgendwie auf einer Fiesta in Mexiko wieder, wo es zu einem Raubüberfall, einem scheinbaren Totschlag und einer Verfolgungsjagd kommt. Im Laufe der turbulenten Handlung geht es mit der Liebe von Danny und Molly mal bergauf, mal bergab, bis die beiden schließlich in den Zielbahnhof der Ehe einfahren.

## Girl Crazy: die bekanntesten Musiknummern
- Bidin’ My Time
- Could You Use Me?
- Embraceable You
- I Got Rhythm
- But Not for Me
- You’ve Got What Gets Me – von den Gershwins für die 1932er Filmproduktion komponiert

## Girl Crazy: Verfilmungen
- 1932 Girl Crazy – Regie: William A. Seiter
- 1943 Girl Crazy – Regie: Norman Taurog / Busby Berkeley mit Judy Garland und Mickey Rooney
- 1965 When the Boys Meet the Girls – Regie: Alvin Ganzer mit Connie Francis

## Crazy for You: Neubearbeitung
Crazy for You ist eine Neubearbeitung von Girl Crazy. Das Buch schrieb Ken Ludwig nach Vorlagen von Guy Bolton und John McGowan. Broadway-Premiere war am 19. Februar 1992 im Shubert Theatre. Die deutschsprachige Erstaufführung war am 9. April 1999 im Stadttheater Bern, die Übersetzung von Markus Hertel und Stefan Huber. Crazy For You enthält zusätzliche Stücke, die Gershwin für andere Musicals oder Filme schrieb, darunter Shall We Dance, Tonight’s the Night, They Can’t Take That Away from Me und Nice Work If You Can Get It.

### Handlung
Bobby Child, New Yorker Bankierssohn, möchte Schauspieler werden, muss aber eine Hypothek in Nevada eintreiben. Bei der Immobilie handelt es sich ausgerechnet um ein Theater, überdies verliebt er sich auch noch in die Tochter des Besitzers – Polly Baker. Weil er aber Pollys Zuneigung als Geldeintreiber nicht erringen kann, verkleidet er sich als Broadway-Produzent Zangler und stellt mit Hilfe von dessen Geliebter Tess eine Show auf die Beine, die letztlich nur Erfolg hat, weil der richtige Zangler seiner Tess folgt und eingreift. Bobby indes bekommt seine Polly, weil er sich das ganze Stück über so ehrenhaft verhalten hat.